# Ermin Jazvin
Ermin Jazvin (nacido el 12 de marzo de 1980 en Mostar (Bosnia Herzegovina)) es un jugador de baloncesto bosnio que actualmente se encuentra sin equipo. Mide 2,08 metros de altura, y juega en la posición de pívot.

## Características
Habitual de la selección bosnia, este pívot de 2.07, ha jugado en la liga Alemana, en el EnBW Ludwigsburg (2004-06), donde 9.72 puntos en los 65 partidos que jugó, así como 5.8 rebotes.
Posteriormente jugó en la liga griega, en las filas de Maroussi (2006-08) donde bajó algo más su rendimiento, sobre todo en el segundo año en el equipo heleno, ya que vio mermado su tiempo en pista prácticamente a la mitad.
Su último equipo fue el Spartak Primorie Vladivostok de la Superliga rusa, donde jugó la pasada temporada recuperando sus números de Alemania.

### Equipos
- Lokomotiva Mostar  (1997-1998)
- Bosna Sarajevo  (1998-2004)
- EnBW Ludwigsburg  Alemania (2004-2006)
- Maroussi  Grecia (2006-2008)
- Spartak Primorie Vladivostok  Rusia (2008-2010)
- CB Granada  España (2010)
- BC Dnipro Dnipropetrovsk (2010)
- Iraklis BC (2010-2011)
- Energa Czarni Słupsk (2011)
- HKK Zrinjski Mostar (2011-2012)
- EnBW Ludwigsburg (2012)
- CS Energia Rovinari (2013-2014)
- KK Jolly (2015)
- BC Zepter Vienna (2015)
- Kaposvári KK (2015-2016)
- KB Bashkimi Prizren (2016-2017)
- BC Brno (2017)
- Shahrdary Tabriz (2017)